# Divisional Tercera de Ascenso de Uruguay 2018

## Equipos participantes
Los equipos participantes en la DTA 2018.
| Club                           | Departamento | Localidad     | 2017         |
| ------------------------------ | ------------ | ------------- | ------------ |
| Club Deportivo Albatros        | Montevideo   | Atahualpa     | 12°          |
| Club Atlético Capurro          | Montevideo   | Capurro       | 3°           |
| Club Deportivo Paysandú        | Montevideo   | La Blanqueada | 10°          |
| Danubio Fútbol Club            | Montevideo   | Maroñas       | No participó |
| Montevideo Basket Ball Club    | Montevideo   | La Comercial  | 11°          |
| Club Atlético Marne            | Montevideo   | Bolívar       | (LUA) 13°    |
| Club Atlético Peñarol          | Montevideo   | Cordón        | No participó |
| Club Deportivo Reducto         | Montevideo   | Reducto       | 9°           |
| Club San Telmo Rápido Sport    | Montevideo   | La Blanqueada | 8°           |
| Club Social y Deportivo Urupan | Canelones    | Pando         | 6°           |
| Club Atlético Yale             | Montevideo   | Jacinto Vera  | 4°           |

La forma de disputa será de un Clasificatorio a una sola rueda, tras la cual los primeros seis avanzan a la ronda por el título y los otros cinco jugarán la reclasificación.

### Clasificatorio
| 1                                             | Peñarol    | 10 | 10 | 0 | 938 | 741 | +181 | 20 | Ronda por el título |
| 2                                             | Danubio    | 10 | 7  | 3 | 785 | 717 | +68  | 17 | Ronda por el título |
| 3                                             | Reducto    | 10 | 7  | 3 | 908 | 860 | +48  | 17 | Ronda por el título |
| 4                                             | Urupan     | 10 | 7  | 3 | 834 | 788 | +46  | 17 | Ronda por el título |
| 5                                             | Paysandú   | 10 | 6  | 4 | 720 | 715 | +5   | 16 | Ronda por el título |
| 6                                             | Yale       | 10 | 5  | 5 | 781 | 817 | -36  | 15 | Ronda por el título |
| 7                                             | Montevideo | 10 | 3  | 7 | 795 | 848 | -53  | 13 | Reclasificación     |
| 8                                             | Albatros   | 10 | 3  | 7 | 754 | 788 | -34  | 13 | Reclasificación     |
| 9                                             | San Telmo  | 10 | 2  | 8 | 758 | 865 | -107 | 12 | Reclasificación     |
| 10                                            | Marne      | 10 | 2  | 8 | 719 | 833 | -114 | 12 | Reclasificación     |
| 11                                            | Capurro*   | 10 | 3  | 7 | 671 | 713 | -42  | 11 | Reclasificación     |
| Última actualización: 18 de noviembre de 2018 |            |    |    |   |     |     |      |    |                     |

- 2 pts de sanción a Capurro por incidentes

## Tabla de Resultados primera fase
| Casa\Visitante | ALB   | CAP    | PAY     | DAN   | MON     | MAR   | PEÑ   | RED    | STM   | URP   | YAL    |
| -------------- | ----- | ------ | ------- | ----- | ------- | ----- | ----- | ------ | ----- | ----- | ------ |
| Albatros       |       |        |         |       | 78-71   | 98-91 | 61-85 | 84-87  | 68-73 |       |        |
| Capurro        | 77-69 |        | Ganador |       |         | 60-65 | 75-90 |        |       | 87-80 |        |
| Paysandú       | 78-81 |        |         | 59-81 |         | 87-66 |       | 80-74  | 87-62 |       |        |
| Danubio        | 77-71 | 69-60  |         |       | 79-72   |       |       | 91-87  |       | 77-79 |        |
| Montevideo     |       | 86-75  | 87-94   |       |         |       |       | 82-101 | 88-84 |       | 75-64  |
| Marne          |       |        | 65-60   | 61-87 | 73-65   |       | 47-82 |        | 87-90 |       | 76-84  |
| Peñarol        |       |        | 103-60  | 99-79 | 115-100 |       |       |        |       | 76-74 | 93-56  |
| Reducto        |       | 107-91 | 100-103 |       |         | 92-84 |       |        | 83-75 | 84-76 |        |
| San Telmo      |       | 72-81  |         | 59-83 |         |       | 76-92 |        |       | 81-92 | 96-104 |
| Urupan         | 78-73 |        | 90-85   |       | 82-69   | 91-69 |       |        |       |       | 92-87  |
| Yale           | 72-71 | 75-65  | 75-90   | 70-62 |         |       |       | 94-97  |       |       |        |

## Ronda por el Título
Ganador se consagra Campeón de torneo y los restantes equipos pasan a jugar los playoff del 2° ascenso.
| 1                                            | Peñarol (C) | 5 | 5 | 0 | 453 | 357 | +96 | 20   |
| 2                                            | Danubio     | 5 | 4 | 1 | 446 | 409 | +37 | 17.5 |
| 3                                            | Reducto     | 5 | 2 | 3 | 477 | 464 | +13 | 15.5 |
| 4                                            | Yale        | 5 | 2 | 3 | 402 | 449 | -47 | 14.5 |
| 5                                            | Urupan      | 5 | 1 | 4 | 379 | 425 | -46 | 14.5 |
| 6                                            | Paysandú    | 5 | 1 | 4 | 357 | 410 | -53 | 14   |
| Última actualización: 8 de diciembre de 2018 |             |   |   |   |     |     |     |      |

El club Peñarol logra el ascenso el 1° de diciembre.

### Reclasificatorio
Los Tres primeros del Reclasificatorio pasan a jugar los playoff por el 2° ascenso.
| 1                                            | Capurro    | 4 | 4 | 0 | 323 | 287 | +36 | 13.5 |
| 2                                            | Marne      | 4 | 3 | 1 | 318 | 301 | +17 | 13   |
| 3                                            | San Telmo  | 4 | 2 | 2 | 309 | 294 | +15 | 12   |
| 4                                            | Montevideo | 4 | 1 | 3 | 295 | 305 | -10 | 11.5 |
| 5                                            | Albatros   | 4 | 0 | 4 | 295 | 353 | -58 | 10.5 |
| Última actualización: 7 de diciembre de 2018 |            |   |   |   |     |     |     |      |

## Tabla de Resultados segunda fase
| Casa\Visitante | ALB   | CAP   | PAY   | DAN    | MON   | MAR   | PEÑ      | RED   | STM   | URP   | YAL     |
| -------------- | ----- | ----- | ----- | ------ | ----- | ----- | -------- | ----- | ----- | ----- | ------- |
| Albatros       |       | 72-82 |       |        |       |       |          |       |       |       |         |
| Capurro        |       |       |       |        | 69-65 |       |          |       | 77-67 |       |         |
| Paysandú       |       |       |       |        |       |       | 59-85    |       |       | 73-70 | 67-73   |
| Danubio        |       |       | 85-76 |        |       |       | 85-98    |       |       |       | 91-68   |
| Montevideo     | 91-73 |       |       |        |       |       |          |       |       |       |         |
| Marne          | 87-68 | 84-95 |       |        | 79-72 |       |          |       |       |       |         |
| Peñarol        |       |       |       |        |       |       |          | 78-76 |       |       |         |
| Reducto        |       |       | 97-82 | 93-103 |       |       |          |       |       |       | 118-107 |
| San Telmo      | 93-82 |       |       |        | 84-67 | 66-68 |          |       |       |       |         |
| Urupan         |       |       |       | 74-82  |       |       | 65-95(C) | 94-93 |       |       |         |
| Yale           |       |       |       |        |       |       | 72-97    |       |       | 82-76 |         |

## Play-offs
Los Equipos mejor posicionados en la tabla comienzan 1-0, salvo la final que empiezan en igualdad de condiciones.
|  | 11 - 16 de diciembre | 11 - 16 de diciembre | 11 - 16 de diciembre |          |   | 19 de diciembre | 19 de diciembre | 19 de diciembre |  |   | 22 - 27 - 30 de diciembre | 22 - 27 - 30 de diciembre | 22 - 27 - 30 de diciembre |  |
|  |                      |                      |                      |          |   |                 |                 |                 |  |   |                           |                           |                           |  |
|  |                      |                      |                      |          |   |                 |                 |                 |  |   |                           |                           |                           |  |
|  | 1                    | Danubio              | 2                    |          |   |                 |                 |                 |  |   |                           |                           |                           |  |
|  | 1                    | Danubio              | 2                    |          |   |                 |                 |                 |  |   |                           |                           |                           |  |
|  | 8                    | San Telmo            | 0                    |          |   |                 |                 |                 |  |   |                           |                           |                           |  |
|  | 8                    | San Telmo            | 0                    |          | 1 | Danubio         | 2               |                 |  |   |                           |                           |                           |  |
|  |                      |                      |                      |          | 1 | Danubio         | 2               |                 |  |   |                           |                           |                           |  |
|  |                      |                      | 5                    | Paysandú | 0 |                 |                 |                 |  |   |                           |                           |                           |  |
|  | 5                    | Paysandú             | 5                    | Paysandú | 0 | 2               |                 |                 |  |   |                           |                           |                           |  |
|  | 5                    | Paysandú             |                      |          |   |                 |                 |                 |  |   |                           |                           |                           |  |
|  | 4                    | Urupan               | 1                    |          |   |                 |                 |                 |  |   |                           |                           |                           |  |
|  | 4                    | Urupan               | 1                    |          |   |                 |                 |                 |  | 1 | Danubio                   | 2                         |                           |  |
|  |                      |                      |                      |          |   |                 |                 |                 |  | 1 | Danubio                   | 2                         |                           |  |
|  |                      |                      | 2                    | Reducto  | 1 |                 |                 |                 |  |   |                           |                           |                           |  |
|  | 3                    | Yale                 | 2                    | Reducto  | 1 | 1               |                 |                 |  |   |                           |                           |                           |  |
|  | 3                    | Yale                 |                      |          |   |                 |                 |                 |  |   |                           |                           |                           |  |
|  | 6                    | Capurro              | 2                    |          |   |                 |                 |                 |  |   |                           |                           |                           |  |
|  | 6                    | Capurro              | 2                    |          | 6 | Capurro         | 0               |                 |  |   |                           |                           |                           |  |
|  |                      |                      |                      |          | 6 | Capurro         | 0               |                 |  |   |                           |                           |                           |  |
|  |                      |                      | 2                    | Reducto  | 2 |                 |                 |                 |  |   |                           |                           |                           |  |
|  | 2                    | Reducto              | 2                    | Reducto  | 2 | 2               |                 |                 |  |   |                           |                           |                           |  |
|  | 2                    | Reducto              |                      |          |   |                 |                 |                 |  |   |                           |                           |                           |  |
|  | 7                    | Marne                | 0                    |          |   |                 |                 |                 |  |   |                           |                           |                           |  |
|  | 7                    | Marne                | 0                    |          |   |                 |                 |                 |  |   |                           |                           |                           |  |
|  |                      |                      |                      |          |   |                 |                 |                 |  |   |                           |                           |                           |  |

### Cuartos de final
| Equipo 1  | Serie | Equipo 2 | 1º Juego | 2º Juego |
| --------- | ----- | -------- | -------- | -------- |
| San Telmo | 0–2   | Danubio  | 67 - 96  | -        |
| Paysandú  | 2–1   | Urupan   | 78 - 67  | 95 - 88  |
| Capurro   | 2–1   | Yale     | 93 - 87  | 89 - 88  |
| Marne     | 0–2   | Reducto  | 76 - 89  | -        |

### Semifinales
| Equipo 1 | Serie | Equipo 2 | 1º Juego | 2º Juego |
| -------- | ----- | -------- | -------- | -------- |
| Danubio  | 2–0   | Paysandú | 80 - 74  | -        |
| Reducto  | 2–0   | Capurro  | 71 - 64  | -        |

### Finales
| Equipo 1 | Serie | Equipo 2 | 1º Juego | 2º Juego | 3º Juego |
| -------- | ----- | -------- | -------- | -------- | -------- |
| Danubio  | 2–1   | Reducto  | 91 - 68  | 84 - 90  | 88 - 79  |

## 2° Ascenso
| 2°ascenso |
| --------- |
| Danubio   |

## Campeón
| Campeón invicto de la DTA 2018 |
| ------------------------------ |
| Peñarol 1° título              |